# Rainer Büsching
Rainer Büsching (* 4. August 1943 in Halle (Saale); † 29. Oktober 2022) war ein deutscher Opernsänger (Bass).

## Leben
Aufgewachsen in Halle (Saale) studierte er nach seiner Berufsausbildung zum Optiker Gesang an der Hochschule für Musik „Felix Mendelssohn Bartholdy“ in Leipzig. Von 1973 bis 1985 erhielt der Bassist ein Engagement am Landestheater Dessau. Seit der Wiedereröffnung der Dresdner Semperoper am 13. Februar 1985 war er langjähriges Mitglied des Solistenensembles.
Im Laufe seiner Karriere arbeitete er mit den Dirigenten Wolfgang Rennert, Wolf-Dieter Hauschild, Sir Colin Davis, Fabio Luisi und den Regisseuren Peter Konwitschny, Joachim Herz, Harry Kupfer, Christine Mielitz und Wolfgang Wagner zusammen.
Zu seinen wichtigsten Partien gehörten der Sarastro (Die Zauberflöte), Publius (La clemenza di Tito), Daland (Der fliegende Holländer), Landgraf (Tannhäuser), König Heinrich (Lohengrin), Alcindoro (La Bohème), Pogner (Die Meistersinger von Nürnberg) sowie Montano (Otello).
Gastspiele führten ihn an die Komische Oper Berlin, die Staatsoper Unter den Linden in Berlin sowie zu den Salzburger Festspielen. Darüber hinaus machte er Rundfunk- und Fernsehaufnahmen und gab Gastspiele im Ausland. Ihm wurde der Titel Kammersänger verliehen.

## Rollen (Auswahl)
- Aida
- Così fan tutte
- Die lustigen Weiber von Windsor
- Der Freischütz
- Don Giovanni
- Eugen Onegin
- Euryanthe
- Fidelio
- Idomeneo
- Giulio Cesare
- Madama Butterfly

## Filmografie
- 1988: Die Weihnachtsgans Auguste (Fernsehfilm)